# 起世因本經 (上座部)
起世因本經是《巴利三藏·長部》的第27經，本經記述佛于黄昏时，经行于鹿母讲堂外，对随后而来之婆罗门族出身之婆悉吒和婆罗堕之所说。
前半是说人之贵贱，非由如四姓之阶级的高下，是由其人格价值之有无而定的，力说四姓之平等。后半由说此世之初开展起而及四姓之起源，最后结说此等四姓之任何人体证法者，为人类之最上者。
在漢傳佛教《大正藏》中對應經典有《長阿含經》（第六卷）第五經《小緣經》，《中阿含經》（第三十九卷）第一五四經《婆羅婆堂經》，和阿含部的《白衣金幢二婆羅門緣起經》。